# Mads-Kristoffer Kristoffersen
Mads-Kristoffer Kristoffersen (24 mei 1983) is een Deens voetbalscheidsrechter. Hij is in dienst van de FIFA en UEFA sinds 2013. Ook leidt hij wedstrijden in de Superligaen.
Op 24 juli 2011 leidde Kristoffersen zijn eerste wedstrijd in de Deense eerste divisie, waartoe hij in juni gepromoveerd werd. De wedstrijd tussen Lyngby BK en SønderjyskE eindigde in een 0–1 overwinning voor SønderjyskE. Hij gaf in dit duel vier gele kaarten. Drie jaar later, op 3 juli 2014, floot de scheidsrechter zijn eerste wedstrijd in de UEFA Europa League. Derry City FC en Aberystwyth Town FC troffen elkaar in de eerste kwalificatieronde (4–0). In dit duel deelde de Deense leidsman twee gele kaarten uit. In augustus 2014 kreeg Kristoffersen zijn eerste A-interland aangewezen; het duel tussen Noorwegen en de Verenigde Arabische Emiraten, een van de eerste interlands van het seizoen 2014/15, eindigde in een 0–0 gelijkspel.

## Interlands
| Datum            | Plaats              | Wedstrijd               | Uitslag | Competitie                  | Kreeg geel | Kreeg voor de tweede keer geel en dus rood | Weggestuurd |
| ---------------- | ------------------- | ----------------------- | ------- | --------------------------- | ---------- | ------------------------------------------ | ----------- |
| 27 augustus 2014 | Stavanger           | Noorwegen – V.A.E.      | 0 – 0   | Vriendschappelijk           | 2          | 0                                          | 0           |
| 31 augustus 2016 | Oslo, Noorwegen     | Noorwegen – Wit-Rusland | 0 – 1   | Vriendschappelijk           | 3          | 0                                          | 0           |
| 10 oktober 2017  | Riga, Letland       | Letland – Andorra       | 4 – 0   | WK 2018                     | 4          | 0                                          | 0           |
| 16 oktober 2018  | Ljubljana, Slovenië | Slovenië – Cyprus       | 1 – 1   | UEFA Nations League 2018/19 | 2          | 2                                          | 1           |

Laatste aanpassing op 29 oktober 2018